# Erworbene Hämophilie
Die erworbene Hämophilie ist eine seltene Gerinnungsstörung des Blutes, bei der es zum plötzlichen Auftreten von meist ausgeprägter Blutungsneigung bei zuvor unauffälligen Patienten kommt. Die Blutungsneigung ist oft lebensbedrohlich, und die Therapie dieser Erkrankung ist extrem teuer. Die erworbene Hämophilie wird durch Antikörper hervorgerufen, die gegen den körpereigenen Gerinnungsfaktor VIII gerichtet sind und dessen Funktion blockieren. Sie sind daher Autoantikörper und unterscheiden sich von den Alloantikörpern, die beispielsweise bei Patienten mit schwerer Hämophilie A als Immunreaktion auf eine Substitutionstherapie mit Faktor-VIII-Konzentraten auftreten.
Erworbene Faktor-VIII-Autoantikörper sind meist polyklonal bzw. oligoklonal, die Hemmung der Faktor-VIII-Funktion ist abhängig von den Ziel-Epitopen am Faktor-VIII-Molekül. Die Hemmung kann komplett (Plasma-Faktor-VIII-Aktivität < 5 %) oder inkomplett (erniedrigte, aber messbare Plasma-Faktor-VIII-Aktivität) sein.

## Epidemiologie
Die Inzidenz an Faktor-VIII-Inhibitoren beträgt zwischen 0,2 und 1,0 / Million / Jahr. Die Krankheit tritt vor allem im höheren Alter auf, es besteht keine Geschlechtsabhängigkeit. Die umfassendste Untersuchung über zugrundeliegende Ursachen ist immer noch die historische Arbeit von Green und Lechner aus 1982 (Tab.1). Diese Daten wurden in neueren Untersuchungen bestätigt (, Baudo – EACH Registry).
Maligne Erkrankungen können mit dem Auftreten von Faktor-VIII-Antikörpern assoziiert sein. Daher sollte, zumindest bei tumorverdächtigen Patienten, eine entsprechende Tumorsuche durchgeführt werden.
Schwangerschaftsassoziierte Faktor-VIII-Inhibitoren sind selten, aber wohlbekannt und immer reversibel. Sie treten meistens post partum auf. Sollte sich ein Faktor-VIII-Antikörper präpartal manifestieren, sollte auf jeden Fall auch das neugeborene Kind auf Blutungsneigung untersucht werden, da die Anti-F VIII-Autoantikörper vom IgG-Typ plazentagängig sind und theoretisch auch den Faktor VIII des Kindes blockieren können.

### Ursachen von erworbenen Faktor-VIII-Autoantikörpern
Folgende Ursachen werden unterschieden:
- „spontan“ – ohne erkennbare Ursache (46 %)
- rheumatoide Arthritis (8 %)
- nach der Geburt (post partum) (7 %)
- Malignome (paraneoplastische Prozesse) (7 %)
- Medikamente (z. B. Penicillin, Ampicillin, Phenytoin etc.) (6 %)
- systemischer Lupus erythematodes (6 %)
- andere Autoimmunerkrankungen
- Paraproteinämien
- Asthma bronchiale
- mehrfache Transfusionen
- andere

## Klinik
Das wichtigste klinische Merkmal von Faktor-VIII-Inhibitoren ist das plötzliche Auftreten von spontaner Blutungsneigung bei zuvor Gerinnungs-unauffälligen Patienten. Es handelt sich meist um Haut-, Weichteil- und Muskelhämatome, vor allem Psoashämatome sind häufig. Die Blutungsneigung korreliert nicht mit dem Faktor-VIII-Spiegel oder dem Antikörpertiter. Transfusionsbedürftige Blutungen treten in 87 % der Fälle auf, die Mortalität an Blutungen beträgt 10–20 %. Unter suffizienter hämostatischer Therapie sind tödliche Blutungen selten.
Die erworbene Hämophilie ist eine seltene Erkrankung und wird daher oft zu spät oder gar nicht erkannt. Daher muss bei Patienten mit unklarer schwerer Blutungsneigung eine entsprechende Labordiagnostik durchgeführt werden.
Chirurgische Eingriffe (z. B. zur Hämatomdrainage) sollen strikt vermieden werden (außer bei Lebensgefahr), da sie eine langwierige und extrem teure Substitutionstherapie notwendig machen. Praktisch alle Hämatome resorbieren sich spontan nach Wiederherstellung einer effizienten Hämostase. Die Behandlung sollte in Absprache mit einem auf Blutgerinnungsstörungen spezialisiertem Zentrum nach standardisierten Regeln durchgeführt werden.

## Labordiagnostik
Im Routinelabor auffällig ist eine isolierte Verlängerung der aPTT (in allen verwendeten Testsystemen nachweisbar), bei normaler Prothrombinzeit. Bei blutenden Patienten muss eine solche Konstellation weiter abgeklärt werden. Dazu dient folgender Untersuchungsgang:

### Algorithmus zur Diagnose von erworbenen Faktor-VIII-Antikörpern
- Wiederholung von aPTT, PTZ, Fibrinogen zum Ausschluss von Fehlbestimmungen
- Thrombinzeit zum Ausschluss einer Heparinwirkung bzw. -kontamination
- Anti-Xa-Aktivität zum Ausschluss eines Effektes von niedermolekularem Heparin
- Tauschversuch (1:1 Mischung des Patientenplasmas mit Normalplasma) zum Nachweis eines zirkulierenden Hemmstoffes
- aPTT-Bestimmung direkt nach Mischung und nach zweistündiger Inkubation bei 37 °C, zur Unterscheidung von Lupus-Antikoagulantien
- Einzelfaktoranalyse: Gerinnungsfaktoren VIII, IX, XI, XII
- Bethesda-Assay, eventuell Nijmegen-Modifikation

Eine Verminderung der Faktor-VIII-Aktivität bei gleichzeitigem Nachweis einer Hemmung bestätigt die Diagnose eines F.-VIII-Antikörpers. Auf Grund der Kinetik und der Temperaturabhängigkeit der meisten dieser Antikörper, aber auch der unterschiedlich starken Hemmung kann die Quantifizierung des Inhibitortiters mit der Bethesda-Methode problematisch sein. Es ist durchaus möglich, dass ein hoher Hemmstoff-Titer berechnet wird und trotzdem Plasma-Faktor-VIII-Aktivitäten von >10 % messbar sind.

## Therapie
Faktor-VIII-Autoantikörper haben spontane Remissionsraten von ca. 38 % innerhalb von 10 Monaten. Auf Grund der häufigen, oft ausgeprägten Blutungsneigung, die eine Mortalität von bis zu 20 % haben kann, ist eine Therapie dennoch erforderlich.
Die Therapie stützt sich auf 3 Maßnahmen:
- Blutstillung; bei akut blutenden Patienten bzw. vor unbedingt notwendigen chirurgischen Interventionen
- Elimination des Antikörpers; zur Ermöglichung einer Substitution mit Faktor-VIII-Konzentraten
- Verhinderung der Antikörper-Nachbildung

### Blutstillung
Eine hämostatische Therapie ist nur bei Patienten indiziert, die klinisch eine starke Blutungsneigung bieten bzw. große Hämatome an kritischen Lokalisationen haben, bzw. als Prophylaxe bei chirurgischen Interventionen (z. B. zentraler Venenkatheter). Andere Patienten, vor allem solche mit messbaren F.-VIII-Spiegeln (>10 %), brauchen in der Regel keine hämostatisch wirksame Therapie.
Folgende Medikamente können eingesetzt werden (die angegebenen Richtpreise beziehen sich auf einen 70 kg schweren Patienten pro Therapietag):

#### Rekombinanter aktivierter Faktor VIIa
Dosierung: 90 µg/kg KG alle 2–3 Stunden, Verlängerung der Intervalle auf 4, 6, 8 oder 12 Stunden je nach klinischer Besserung der Blutungsneigung.
Das Medikament muss in kurzen Intervallen gegeben werden und ist sehr teuer (ca. € 5.942.- für die Minimaldosis |1 × 90 µg/kg|). Vorteil ist die bei 90 % der Patienten rasch einsetzende hämostatische Wirkung; allerdings erhöht sich das Risiko für arterielle Thrombosen bei Patienten mit kardiovaskulären Vorerkrankungen.

#### Aktivierter Prothrombinkomplex
Dosierung: 50–100E / kg KG iv. (max. 200E / kg KG/Tag) alle 6–12 Stunden. Vorteil ist die rasch einsetzende (max. Thrombingeneration nach 15–30 Minuten), die zuverlässige hämostatische Wirkung (90,5 % Blutungsstopp nach 24 Std.), die lange Wirkdauer verbunden mit einer geringeren Dosierhäufigkeit (8–12 Std. Thrombingeneration mit einer Dosis) sowie die deutlich niedrigeren Kosten.
Kosten - (Listenpreis lt. Lauer-Taxe: 1,19€/E; Stand April 2010):
- Max. Dosis/Tag (2 × 100 E/kg)[7][8] = ca. € 16.660,- (2 × 100E × 70 kg × 1,19€)
- Standarddosis/Tag (2 × 50–75 E/kg)[7][8] = ca. € 10.829,- (2 × 65E × 70 kg × 1,19€)
- Geringste Dosis/Tag (1 × 50 E/kg)[7][8] = ca. € 4.165 (1 × 50E × 70 kg × 1,19€)

#### Humane Faktor-VIII-Konzentrate
Dosierung: 3 × tgl. 100–200 E / kg KG iv (z. B. 3 × 5000 E), dann nach Plasma-F.-VIII-Spiegeln. Ziel: Talspiegel >30 % bei starker Blutungsneigung, > 10 % bei geringer Blutungsneigung. Bei unklarem Inhibitortiter Testdosis von 5000 E geben und Recovery bestimmen. Bei gutem Anstieg des F.-VIII-Spiegels kann mit F.-VIII-Konzentrat weiterbehandelt werden. Vorteile: billiger als Novoseven oder aktiviertem Prothrombin-Komplexkonzentrat (FEIBA); zudem kann ein Antigen-Überschuss (F.-VIII-Spiegel > 50–80 %) wahrscheinlich die Antikörper-Elimination beschleunigen. Nachteil: nur wirksam bei Antikörpertitern < ca. 5 BU/ml. Ein „Booster-Effekt“ (anamnestic response), wie er bei echten Hämophilen mit high-responding Inhibitoren bekannt ist, tritt bei F.-VIII-Autoantikörpern nie auf.
Kosten:
- volle Dosis (3 × 200 E/kg) = ca. € 36.330,-
- Standarddosis (3 × 5000 E/kg) = ca. € 18.165,-
- geringste Dosis (1 × 2000 E) = ca. € 1.730,-

### Antikörper-Elimination
Eine rasche Entfernung des Antikörpers aus der Zirkulation, mit dem Ziel, den Titer unter ca. 5 BU/ml zu senken, ermöglicht die Umstellung der Substitutionstherapie auf (deutlich billigere) F.-VIII-Konzentrate, oft kommt es auch zum spontanen F.-VIII-Anstieg (patienteneigene F.-VIII-Produktion).

#### Immunadsorption
Das effizienteste Verfahren ist eine Immunadsorption an immobilisierte Anti-human-Immunglobulin-Antikörper (Therasorb®). Mit diesem System lassen sich 7 Liter Plasma pro Tag behandeln und der Antikörpertiter innerhalb weniger Tage absenken. Die Immunadsorption kann über gute periphere Venen durchgeführt werden, was von Vorteil ist, da ein zentraler Venenzugang wegen der Blutungsneigung problematisch sein kann.
Eine Immunadsorption an immobilisiertes Staphylokokkenprotein A ist ebenfalls effizient. Je nach Verfügbarkeit kann eines dieser beiden Immunadsorptionsverfahren gewählt werden.
Bei beiden Verfahren ist ein spezielles Antikoagulationsprotokoll notwendig, um einerseits eine Koagulation im extrakorporalen Kreislauf (die die teuren Sepharosesäulen zerstören kann) zu verhindern, und um andererseits den Patienten keiner zusätzlichen Antikoagulation auszusetzen. Die hämostatische Situation ist kompliziert, da während des (4 Stunden dauernden) Verfahrens die F.-VIII-Spiegel des Patienten schon ansteigen können und damit eine prokoagulatorische Wirkung beginnt. Ein gut funktionierendes Protokoll verwendet eine kontinuierliche Infusion von Citrat und Heparin für eine lokale Antikoagulation des Systems, sowie eine Dauerinfusion von Protaminchlorid zur Heparin-Antagonisierung, sodass der Patient keiner Heparinwirkung ausgesetzt wird.

#### Umstellung auf F.-VIII-Konzentrate
Nachdem der Inhibitortiter durch die Immunadsorption auf unter ca. 5 BU/ml abgesenkt wurde, kann die hämostatische Therapie auf die kostengünstigeren F.-VIII-Konzentrate umgestellt werden. Ein in der Praxis bewährtes Vorgehen ist es, direkt nach einer Immunadsorption Blut zur F.-VIII-Bestimmung abzunehmen, dann 5000 Einheiten F.-VIII-Konzentrat zu geben und nach 1 h wieder F.-VIII-Spiegel zu messen. Ein Anstieg der F.-VIII-Werte zeigt eine Elimination des Inhibitors an, und die weitere Therapie kann mit F.-VIII-Konzentraten erfolgen. Dazu müssen immer 1x täglich F.-VIII-Vor- und Nachwerte bestimmt werden und die F.-VIII-Dosis und -Intervalle danach angepasst werden. Ziel ist es, F.-VIII-Talspiegel von > 50 % und < 100 % zu erzielen.

#### Plasmapherese
Eine Plasmapheresetherapie ist bei weitem nicht so effizient wie die Immunadsorption und kann viele Nebenwirkungen haben. Dieses Verfahren sollte also nicht mehr verwendet werden.

#### Hochdosierte Immunglobuline
In Analogie zur Therapie der Autoimmunthrombozytopenie wurde beschrieben, dass eine Therapie mit IgG-Konzentraten (1000 mg/kg KG an 2 aufeinanderfolgenden Tagen) die F.-VIII-Autoantikörper kurzfristig eliminieren kann. Dieser Effekt ist aber nicht konstant und nur kurz anhaltend. Die Ig-Konzentrate sind teuer und lassen sich nicht mit einer eventuell dann doch geplanten Immunadsorption kombinieren.

#### Erzielen eines Antigen-Überschusses
Die Gabe von F.-VIII-Konzentraten zur Anhebung der F.-VIII-Spiegel scheint eine raschere Elimination des Inhibitors zu bewirken, wobei die dazu notwendigen Spiegel nicht bekannt sind. Kontinuierliche Werte > 50 % (Talspiegel) sollten jedoch ausreichend sein.

### Verhinderung der Antikörper-Nachbildung
Nach Beseitigung der auslösenden Ursache (sofern dies möglich ist) kann mit einer immunsuppressiven Therapie der Immunprozess, der zur Bildung der F.-VIII-Autoantikörper geführt hat, unterbrochen werden.

#### Kortikosteroide
Eine Therapie mit Steroiden (z. B. Prednisolon (Aprednislon®) 1–2 mg/kg/d po. (z. B. 100 mg absolut)) gehört zur Standardtherapie von F.-VIII-Autoantikörpern, obwohl dazu keine klinischen Studien vorliegen. Vorsicht ist bei Patienten mit Diabetes mellitus oder gestörter Glukosetoleranz geboten, bzw. bei psychischer Instabilität (Kortisonpsychose). Die Dauer der Therapie richtet sich nach dem Antikörpertiter, sollte jedoch nicht länger als 3–4 Wochen in der vollen Dosis betragen. Die Therapie soll nicht abrupt abgesetzt werden.

#### Cyclophosphamid
Auch Cyclophosphamid zählt zur Standardtherapie. Die Dosis beträgt 1,5–2,0 mg/kg (z. B. 200 mg absolut) Endoxan® oral pro Tag (eventuell nach einem initialen Bolus von 1000 mg iv.) und ist nach Leukozytenzahl zu titrieren. Ein Absinken der Leukozyten ist ca. 10–14 Tage nach Therapiebeginn zu erwarten. Die Hauptkomplikation der Therapie ist eine signifikante Infektneigung. Die immunsuppressive Therapie muss sorgfältig überwacht und die Dosis entsprechend der Leukozytenzahl angepasst werden. Die Therapie kann (und soll) nach Erreichen von normalen F.-VIII-Werten (ohne Substitution) rasch reduziert werden.
Verschiedene Untersuchungen haben gezeigt, dass eine immunsuppressive Therapie mit einer hohen Nebenwirkungsrate assoziiert ist. Ein engmaschiges Monitoring von Leukozytenzahl und Infektionsparametern bzw. eine antibiotische Abschirmung sollte daher konsequent durchgeführt werden.

#### Rituximab
Der Anti-CD20-Antikörper Rituximab zerstört alle CD20-positiven Zellen, darunter auch alle Immunglobulin-produzierenden Lymphozyten und Plasmazellen. Es wurden damit einige Erfolge in der Therapie von Autoimmunerkrankungen erzielt, auch sind gewisse Erfolge bei Faktor-VIII-Autoantikörpern beschrieben. Zu dieser Indikation laufen klinische Studien, es liegen jedoch noch keine Ergebnisse vor. Daher sollte diese Therapie noch nicht zur Routinebehandlung von F.-VIII-Antikörpern eingesetzt werden.
Das zur Zeit gültige Protokoll umfasst 4 Infusionen von je 375 mg/m² Mabthera® in wöchentlichen Intervallen. Die Infusionen müssen nach den vorgegebenen Richtlinien verabreicht werden. Rituximab kann (auch längerfristig) eine erhöhte Anfälligkeit für Infektionen (v. a. Virusinfekte – CMV, Herpes simplex, Herpes zoster, und Pneumocystis) verursachen. Bei einer alten, ausgeheilten HBV-Infektion oder einer bestehenden Hepatitis B kann es zu lebensbedrohenden Reaktivierungen kommen.

### Supportivtherapie
Transfusionen von Erythrozytenkonzentraten sollten bei Zeichen einer schweren Anämie (Hämoglobinwerte unter 8,0 g/dl) durchgeführt werden. Eine eventuell notwendige Schmerzbekämpfung sollte nur mit Medikamenten durchgeführt werden, die die Thrombozytenaggregation nicht beeinflussen (vorzugsweise Opioide).

### Monitoring
Zur Steuerung der Therapie (möglichst effiziente Substitution zur Blutstillung, aber zu möglichst geringen Kosten) sind einerseits die Beurteilung der klinischen Situation (Blutungsneigung, Blutbild), andererseits engmaschige Laborkontrollen notwendig.
Der beste Parameter für ein Ansprechen auf die Therapie ist der Faktor-VIII-Talspiegel. Er ist relativ problemlos zu bestimmen und zeigt die F.-VIII-Restaktivität nach der letzten Substitution. Auch die Bestimmung des Recovery (aus einem F.-VIII-Nachwert eine Stunde nach der letzten F.-VIII-Substitution) kann einen Hinweis auf noch vorhandene Antikörper liefern. Daher sollte bei Patienten mit F.-VIII-Autoantikörpern täglich ein F.-VIII-Spiegel (wenn möglich auch ein Nachwert) bestimmt werden. Nur in Einzelfällen (z. B. Wochenende) sind aPTT-Werten ausreichend. Die F.-VIII-Werte dienen vor allem auch zur Steuerung einer F.-VIII-Substitutionstherapie.
Die Bestimmung des F.-VIII-Antikörpertiters ist bei F.-VIII-Autoantikörpern problematisch (siehe oben) und liefert keine exakten Werte mehr, sobald wieder F.-VIII-Spiegel messbar sind. Dieser Parameter dient daher lediglich zur Abschätzung, ob eine Substitution mit F.-VIII-Konzentraten schon sinnvoll ist (bei Titern <5 BU/ml).

### Weitere Kontrollen
- Blutbild: Erythrozytenzahl bzw. Hb zur Abschätzung des Blutverlustes, Leukozyten zur Steuerung der Endoxan-Dosis, Thrombozyten zum Erkennen einer DIC bzw. des Endoxan-Effektes
- Gerinnung: Prothrombinzeit, aPTT, Fibrinogen; F.-VIII-Aktivität, F.-VIII-Inhibitor, Recovery von F.-VIII
- Blutzucker bei Cortisontherapie
- C-reaktives Protein zum Erkennen einer Infektion unter der Immunsuppression
- LDH, CPK etc. bei Kompartment-Syndrom bzw. großen Hämatomen
- Allgemeine Überwachung bei Hämatomen an kritischen Stellen (Hals, Retroperitoneum, …)

### Refraktäre Patienten

#### Immunsuppression
Bei Patienten, die nach 3 Monaten immer noch keine normalen F.-VIII-Werte haben, sollte Cortison bis auf eine Erhaltungsdosis von ca. 12,5 mg/d reduziert werden. Cyclophosphamid soll abgesetzt werden, da eine Wirkung nach so langer Zeit nicht mehr erwartet werden kann.
Patienten, die nicht bluten, sollten nur observiert werden, da auch späte spontane Remissionen möglich sind. Eine weitere Therapie ist nur bei Blutungsneigung indiziert. Dafür bestehen folgende Strategien:

#### Verhinderung der Inhibitor-Nachbildung
Rituximab (siehe oben)

#### Immuntoleranz-Induktion
Eine Immuntoleranz-Induktion, so wie sie bei der echten Hämophilie mit Inhibitoren (Alloantikörper) durchgeführt wird, wird bei der erworbenen Hämophilie nicht durchgeführt. Dies vor allem deshalb, weil der Patient ja ohnehin große Mengen von Faktor VIII produziert und daher immer F.-VIII-Antigen vorhanden ist. Die Therapie zielt jedoch darauf ab, durch die regelmäßige Infusion von F.-VIII-Konzentraten einen Antigen-Überschuss (d. h. F.-VIII-Spiegel über 10 %) zu erzielen, um den Inhibitor abzusättigen.
Dazu kann gegebenenfalls eine Kombination mit anderen Therapieformen, z. B. intravenösem IgG überlegt werden.

#### Andere Immunsuppressiva
Folgende Medikamente wurden bisher zur Immunsuppression bei F.-VIII-Hemmstoffen beschrieben:
- Cyclosporin
- Mycophenol-Mofilat
- Azathioprin

#### Behandlung von Blutungen bzw. bei chirurgischen Eingriffen
Erfolgt prinzipiell wie bei oben beschrieben mit F.-VIII-Konzentraten, Novoseven, FEIBA, DDAVP, lokalen Maßnahmen, Antifibrinolytika.

## Prognose und follow-up
Richtig behandelt ist heute die Prognose der erworbenen Hämophilie gut. Eine Metaanalyse von Delgado zeigt, dass die Elimination des Antikörpers den größten Einfluss auf das Überleben hat. Ungünstige prognostische Faktoren waren das Alter >65 Jahre und das Vorhandensein von malignen Grunderkrankungen. Die Verabreichung einer Immuntherapie, vor allem Cyclophosphamid-haltige Protokolle, führt zu einer rascheren Inhibitorelimination, hat aber vor allem bei älteren oder multimorbiden Patienten eine hohe Nebenwirkungsrate, bis hin zur tödlichen Sepsis.
Rezidive nach kompletter Inhibitorelimination können auftreten, sind aber selten und mit dem Verlauf einer eventuell vorliegenden zugrundeliegenden Grunderkrankung assoziiert. Regelmäßige Nachkontrollen sollten daher durchgeführt werden.

## Internationale Register
Patienten mit erworbenen Gerinnungsinhibitoren und anderen Blutgerinnungsstörungen sollten zu Forschungszwecken in einem internationalen Register gesammelt werden, z. B. das in Italien beheimatete International Registry of Rare Bleeding Disorders. Das europäische EACH2-Register wurde 2009 geschlossen.